# Tony Conwell
Tony Conwell (Bradford, 17 gennaio 1932 – 6 maggio 2017) è stato un calciatore inglese, di ruolo difensore.

## Caratteristiche tecniche
Era un terzino destro.

## Carriera
Tra il 1953 ed il 1955 ha giocato 44 partite nella prima divisione inglese con lo Sheffield Weds, club in cui aveva precedentemente giocato anche nelle giovanili. Passa quindi all'Huddersfield Town, con cui nella stagione 1955-1956 gioca ancora in prima divisione (18 presenze), retrocedendo però in seconda divisione, categoria in cui gioca per le successive 3 stagioni. Nell'estate del 1959, dopo 2 reti in 106 partite di campionato, lascia i Terriers per trasferirsi al Derby County, con cui gioca per 3 stagioni in seconda divisione (98 presenze ed un gol in totale nell'arco del triennio). Milita infine nel Doncaster, con cui dal 1962 al 1964 gioca in Fourth Division.